# War Play
War Play è un videogioco pubblicato nel 1986 da Anco per Commodore 64. Consiste nell'attacco a una base militare con tre tipi diversi di mezzi di terra e aria; i difensori della base possono essere controllati dal computer o da un altro giocatore.

## Modalità di gioco
Sia l'attaccante (sempre un giocatore umano) sia il difensore (secondo giocatore o computer) hanno a disposizione un certo numero di carri armati, aerei da caccia e bombardieri, e ne controllano uno alla volta finché non viene distrutto, potendo scegliere di volta in volta il tipo di veicolo.
Il campo di battaglia viene mostrato con visuale isometrica, a scorrimento libero in tutte le direzioni, sempre dal punto di vista dell'attaccante. La posizione del veicolo del difensore, che può quindi trovarsi anche fuori dalla schermata visibile, viene in ogni caso segnalata in una minimappa dell'intera area.
Tutti i mezzi possono ruotare nelle otto direzioni, i carri armati possono andare avanti, indietro o stare fermi, mentre gli aerei avanzano continuamente ma possono variare l'altitudine. I carri armati e i bombardieri colpiscono bersagli a terra, i caccia sparano in avanti ma possono colpire anche bersagli di terra se scendono a bassissima quota.
Altre unità temporanee entrano in gioco automaticamente da entrambe le parti, controllate dal computer: missili guidati, elicotteri che sganciano bombe, truppe con lanciarazzi.
Scopo del gioco, per l'attaccante, è distruggere determinate installazioni, il difensore deve distruggere tutti i suoi veicoli prima che ci riesca.